# Sonate pour piano no 7 de Prokofiev
Pour les articles homonymes, voir Sonate pour piano.
La Sonate pour piano no 7 en si bémol majeur op. 83 est une sonate de Sergueï Prokofiev, écrite en 1942, interprétée pour la première fois en 1943 par le pianiste Sviatoslav Richter. Elle est parfois dénommée « sonate Stalingrad ». C'est la seconde des trois « Sonates de guerre » de Prokofiev et la plus célèbre des neuf du compositeur.

## Présentation
Cette sonate est la seconde des trois numéros six à huit, largement appelées « Sonates de guerre » et l'une des œuvres les plus réussies de Prokofiev. Si le matériel mélodique des trois remonte à 1935, pour la septième, la conception est plus tardive, à partir de 1939 et elle est complétée lorsqu'il est à Tbilissi en 1942,. C’est la plus radicale des trois œuvres, unies dans leur langage harmonique et la volonté rythmique de leur écriture.
La partition est publiée par Muzgiz en 1943 et Sviatoslav Richter évoque lui-même sa réception de l'œuvre : « Au début de 1943, je reçus la partition de la septième sonate qui me mit en transe et que j'appris en quatre jours »,. L'œuvre est créée à Moscou, par Richter, le 18 janvier 1943, en présence du compositeur, de David Oïstrakh et Chebaline notamment, et avec un grand succès public. Le pianiste commente la réception ainsi : « Les auditeurs ressentaient avec une extrême intensité le souffle émotionnel et spirituel de l'œuvre, qui reflétait exactement ce qu'ils étaient en train de vivre au fond d'eux-mêmes (c'est ainsi que fut aussi perçue à la même époque la septième symphonie de Chostakovitch »,. Elle projette l'angoisse et la lutte des années de guerre, telles qu’elles ont été vécues en temps réel. Le pianiste poursuit : « Cette sonate nous plonge brutalement dans l'atmosphère menaçante d'un monde dont l'équilibre vacille. Règnent le chaos et l'inconnu. L'homme observe le déchaînement de forces meurtrières ». Puis : « Cependant il doit s’efforcer de continuer à aimer. Animé par la seule volonté de remporter la victoire, il attaque, tête première, balayant tous les obstacles. Il deviendra de plus en plus fort à mesure que la lutte progresse et deviendra une force gigantesque qui affirme sa vitalité. »

## Analyse

### I.Allegro inquieto
Le premier mouvement, noté Allegro inquieto, est de forme « A-B-A-B-A », faisant alterner deux thèmes fortement contrastés et le plus complexe des trois, sans tonalité précise, sauf à la fin où se fait jour la tonalité de si  majeur. 
Le matériel thématique est riche et divers. Le premier thème (Allegro inquieto) est énoncé à deux mains à l'octave, dans une mélodie courte et agitée, angoissée, fébrile, auquel répond un martellement de tambour de quatre notes qui prend une grande importance dans tout le mouvement — peut-être inspiré de la cellule du destin beethovénien de la cinquième symphonie. Dans la partie « B » Andantino (ms. 124), changement d'atmosphère radical, avec une mélodie toute en intimité douloureuse, une longue plainte déchirante, usant toujours du thème de quatre notes, avant que ne revienne Poco a poco accelerando, la partie « A », mais considérablement différenciée, dans « une rage encore plus percutante et exacerbée », où les quatre notes reviennent en augmentation. La fin présente de nouveau l’Andantino (« B ») abrégé, avant de laisser la place à une nouvelle variante de « A » très brève, mourant piano dans le grave de l'instrument.

### II.Andante caloroso
Le second mouvement à 
, en mi majeur (Andante caloroso), est aux antipodes des mouvements extrêmes : c'est un « nocturne idyllique », sorte de réconciliation entre l'homme et les éléments, dont le thème sonne dans le registre d'un violoncelle. Le thème d'ouverture est basé sur un lied de Robert Schumann, Wehmut (« mélancolie »), provenant des Liederkreis op. 39 dont les paroles sont : « Je peux parfois chanter comme si j'étais heureux ; Mais secrètement les larmes montent et libèrent mon cœur. Les rossignols […] chantent de leur cellule du donjon leur chanson nostalgique. […] tout le monde se réjouit, mais personne ne ressent la douleur, le profond chagrin derrière cette chanson. »
La forme est « A-B-A ». La seconde moitié du mouvement, inquiète, est toutefois marquée du retentissement d'un motif de glas tout en échos.

### III.Precipitato
Le dernier mouvement, Precipitato, est de forme « A-B-C-B-A ». C'est une toccata évoquant la célèbre Toccata, op. 11 et, dans une veine très similaire, le no 4 de Suggestion diabolique, op. 4 et le second mouvement de la 2e sonate. La mesure est inhabituelle et asymétrique, 
 (mesure à sept temps) — mais souvent rencontrée dans les chansons populaires russes et que l'on retrouve dans la première sonate pour violon contemporaine de la sonate. La combinaison de la mesure asymétrique et du rythme régulier fonctionne très bien dans ce finale.
Contrairement au premier mouvement, le precipitato s’appuie sur la tonique de si bémol majeur, établie dès le premier accord et dans un langage plus diatonique et harmonique. Malgré un large éventail de tempos choisis par les pianistes différents, l'effet n'en est pas moins imposant et passionnant. La mélodie de la pièce a des connotations jazz/blues, mais cela reste une ressemblance superficielle : la force musculaire, le côté inflexible de cette musique sont très lointaines de la décontraction associée au blues. Cette énergie est sans parallélisme dans les sonates de  Prokofiev.
La toccata culmine dans une récapitulation furieuse du thème principal, utilisant les dix doigts à l'extrême, jusqu'à ce que la pièce se termine enfin triomphalement dans une cascade tonitruante d'octaves.
« Ce finale pourrait être défini comme une toccata basée non sur la technique digitale mais sur celle du poignet ».
La partition autographe de ce mouvement, qui se trouve aux Archives d'État russe de littérature et d'art, ne montre presque aucun signe de révision,.

## Distinctions
- Prix Staline (1943)[2].

## Discographie
L'œuvre a été enregistrée notamment par Sviatoslav Richter (le créateur), Glenn Gould (Sony), Maurizio Pollini, Martha Argerich,  Mikhaïl Pletnev, Andreï Gavrilov (DG), Grigory Sokolov (Auvidis), Vladimir Horowitz (RCA), Vladimir Ashkenazy (Decca), Boris Berman (Chandos), Michel Béroff et Samson François (EMI/Warner).

## Utilisation de l'œuvre dans d'autres domaines
Le 3e mouvement a été choisi par le propriétaire de Polyphony Studios, fondateur, et pilote de course professionnel Kazunori Yamauchi dans le générique d'ouverture du jeu de simulation de course Gran Turismo 5.